# Нощен прибой
„Нощен прибой“ (на английски: Night Surf) е разказ от Стивън Кинг, публикуван за първи път в пролетното издание на списание „Убрис“ („Ubris“) през 1969 г., а по-късно, след значителни редакции, е включен в сборника на Кинг „Нощна смяна“ през 1978 г.

## Сюжет
Разказът е за няколко млади мъже и жени, оцелели във време, когато смъртоносният вирус А6 е унищожил почти цялото население на земята. По предложение на един от групата, младежите изгарят на клада заразен непознат, когото случайно откриват. Според инициатора, този акт на жертвоприношение за боговете би могъл да ги предпази от А6, но става ясно, че останалите приемат идеята просто от желание за нещо ново.
Първоначално групата си мисли, че тъй като са оцелели след предишния вирус А2, са имунизирани към А6, но впоследствие разбират, че това не е така – един от тях е вече заразен и всички също ще умрат.

## Филмиране
Разказът е адаптиран в късометражен филм от писателя и режисьор Питър Съливан през 2001 г. Той продължава да се пуска по фестивали и е добре приет от почитателите на Кинг и от публиката като цяло.